# USWV de Domrenner
USWV De Domrenner (kort: de Domrenner) is een Utrechtse wielervereniging voor studenten.

## Historie
USWV De Domrenner is op 21 mei 1997 opgericht en ontleent haar naam aan de Domtoren in Utrecht. De officiële kleuren van het tenue zijn geel-blauw. Inmiddels is de vereniging gegroeid naar meer dan 150 leden.
USWV De Domrenner is aangesloten bij de KNWU. Het is voor leden mogelijk hierbij een wedstrijdlicentie te nemen.

## Activiteiten
Tijdens het seizoen (van ongeveer april tot en met september, met een zomerstop) worden driemaal per week trainingen georganiseerd. Buiten het seizoen is dit afhankelijk van de omstandigheden. Naast wegwielrennen worden ook onder meer mountainbiken, indoor cycling en cyclocross beoefend. Gedurende het jaar door organiseert de Domrenner allerlei activiteiten voor haar leden, waaronder borrels en trainingskampen.